# Hidrobiologie
Hidrobiologia este o disciplină ecologică de sinteză (fiind o ramură a biologiei) care se ocupă cu studiul complex al mediului acvatic împreună cu componentele sale biotice și abiotice, precum și toate procesele vieții din acest mediu. Printre obiectivele hidrobiologiei moderne sunt studiul organismelor acvatice (animale și vegetale), structura și funcția populațiilor ce compun biocenozele acvatice, complexitatea biocenozelor acvatice, factorii ce condiționează viața acestora, productivitatea biologică a ecosistemelor din cadrul hidrosferei,  valorificarea complexă a resurselor naturale în alimentația umană și în industrie, probleme de piscicultură și organizarea pescuitului, studierea căilor de poluare și de protecție a mediului acvatic. 
Hidrobiologia cuprinde 2 mari ramuri: limnologia (care studiază ecologia apelor dulci) și oceanologia (ecologia apelor marine și oceanice). 
În România, cercetări de hidrobiologie s-au efectuat în ultimele decenii în Delta Dunării și litoralul Mării Negre, în vederea valorificării superioare a resurselor naturale din aceste zone. Școala românească de hidrobiologie este reprezentată de Grigore Antipa, Ion Borcea, Emil Racoviță, Mihai Băcescu, Nicolae Botnariuc ș.a.

## Metode de studiu în hidrobiologie
Observația, experimentul, analiza și sinteza datelor.

## Crizele apei
1. Criza de apă dulce.
Resursele de apă dulce au un caracter finit, chiar dacă nu se poate decât aproxima perioada în care se vor termina. Suntem în pargul unei crize de apă potabilă, deoarece există tendința globală de risipire a apei. Dezvoltarea foarte accentuată a industriei și tehnologizarea excesivă a agriculturii sunt alte două cauze ale epuizării apei dulci, din toate acestea rezultând o poluare industrială a apei.

2. Eutrofizarea.

3. Simplificarea structurii ecosistemelor naturale.